# دریاچه آرام ۳
دریاچه آرام ۳ (به انگلیسی: Lake Placid 3) نام یک تله فیلم آمریکایی ترسناک ساخته سال ۲۰۱۰ می‌باشد.

## خلاصه داستان
داستان این فیلم مربوط به جریان توقف گروهی در منطقه‌ای برای استراحت است، آنان با تمساحهای خطرناک و وحشی روبه‌رو می‌شود و برخی از آنان بوسیلهٔ تمساح‌های دریاچه کشته می‌شوند که البته در پایان تمساح‌های دریاچه آرام کشته می‌شوند.

## شخصیت‌ها
| بازیگر          | شخصیت               |
| --------------- | ------------------- |
| کولین فرگوسن    | ناتان بیکرمن        |
| ینسی باتلر      | ریبا                |
| کریستی میچل     | سوزان بیکرمن        |
| کسی برنفیلد     | الی                 |
| جوردن گرهس      | کنر بیکرمن          |
| مایکل ایرونساید | کلانتر تونی ویلینگر |
| مارک اونس       | برت                 |
| نیلز هوگنستات   | آرون                |
| بیانکا لیچ      | ویکا                |
| آنجلا پن        | تارا                |
| برایان لاندن    | چارلی برمن          |
| آتاناس استبرو   | جوناس               |
| دوناس اندرسون   | والت                |
| رکسان پالت      | آوریل               |
| جیمز مارچت      | جیسون               |
| ولیزار بینف     | دیمیتری             |
| جان لاسکوسکی    | مأمور ایستگاه       |